# 919
919 (CMXIX) var ett normalår som började en fredag i den julianska kalendern.

## Händelser

### Okänt datum
- Henrik I väljs till tysk kung.

## Födda
- Garcia III av Pamplona, kung av Navarra.

## Avlidna
- 14 september – Niall Glúndub, storkonung av Irland sedan 916